# احمد احمدی (فیلسوف)
احمد احمدی (۱۵ شهریور ۱۳۱۲، ملایر – ۱۹ خرداد ۱۳۹۷، تهران) فیلسوف ایرانی، مؤسس و مدیر سازمان سمت تا هنگام مرگ بود.
او در دوره هفتم مجلس شورای اسلامی، نماینده مردم تهران بود و از سال ۱۳۶۰ تا زمان فوت عضو شورای عالی انقلاب فرهنگی بود. همچنین یکی از برگزیدگان چهارمین دوره جایزه علمی علامه طباطبایی بنیاد ملی نخبگان در سال ۱۳۹۳، و
از سال ۱۳۵۲ عضو هیئت علمی دانشگاه تهران بود و فلسفه اسلامی و فلسفه غرب و نیز بیش از دو دهه فلسفه تطبیقی را در مقطع دکتری تدریس کرد.

## زندگی
احمد احمدی در سال ۱۳۱۲ در روستای کهکدان در ملایر به دنیا آمد. او پس از فراگرفتن دروس حوزوی مقدماتی به حوزه علمیه بروجرد رفت و به مدت پنج سال دروس دینی را تا اواخر سطح ۲ فرا گرفت. سپس به حوزه علمیه قم رفت و دروس تفسیر و فلسفه اسلامی را در سطوح عالی (اسفار و شفا) نزد سیدمحمد حسین طباطبایی، درس فقه و اصول را نزد کسانی همچون روح‌الله خمینی، سید حسین طباطبایی بروجردی، سلطانی، علی مشکینی، سیدمحمدمحقق داماد و سید شهاب الدین نجفی مرعشی فرا گرفت و همزمان دکترای فلسفه غرب را از دانشگاه تهران اخذ کرد. احمدی از سال ۱۳۵۲ عضو هیئت علمی دانشگاه تهران بود و فلسفه اسلامی و فلسفه غرب و فلسفه تطبیقی را در مقطع دکتری تدریس کرده است. او از مؤسسان دانشگاه تربیت مدرس بود و به مدت چهارده سال رئیس دانشکده علوم انسانی دانشگاه تربیت مدرس بود.

## دیدگاه‌ها

### آرای فلسفی
کتاب او تحت عنوان بن‌لایه‌های شناخت حاوی آرای خاص او در فلسفه و نقد فلسفه کانت و برخی فلسفه‌های غربی و اسلامی است.

### پیشنهاد حذف کارشناسی فلسفه
او در مرداد ۱۳۹۳، در اظهاراتی جنجال‌برانگیز، خواستار حذف دوره کارشناسی فلسفه شد و گفت: «دانشجوی مقطع کارشناسی رشته فلسفه بعد از اتمام چهار سال تحصیل نه می‌تواند معلم معارف شود و نه می‌تواند شغل مناسبی پیدا کند به همین خاطر پیشنهاد کردیم اگر رشته‌ای کارایی لازم را ندارد، تغییر کند و در فلسفه این کار انجام خواهد شد».
سید حمید طالب‌زاده، دبیر شورای تحول علوم انسانی، بدون تکذیب سخنان احمدی، آن را نادقیق خواند. جمعی از استادان فلسفه مؤسسه پژوهشی حکمت و فلسفه ایران، دانشگاه آزاد واحد علوم و تحقیقات تهران و دیگر دانش‌آموختگان فلسفه در اعتراض به نشر این خبر، واکنش‌هایی نسبت به امکان تحقق این خبر نشان دادند و یک نامه نیز از سوی آنان منتشر شد.

## درگذشت
احمد احمدی در ساعت ۷ بامداد ۱۹ خرداد ۱۳۹۷ در بیمارستان امام خمینی تهران بر اثر عارضه قلبی درگذشت.

## آثار
- بن‌لایه‌های شناخت، احمد احمدی، تهران: سازمان سمت، چاپ اول، ۱۳۸۸
- مختارات من نصوص الفلسفة الاسلامیه، غلامحسین ابراهیمی دینانی و احمد احمدی، تهران: سمت، ۱۳۸۰
- پادزهر در دفع انکار نزول وحی: پاسخی فشرده به کتاب بسط تجربه نبوی، قم: بوستان کتاب قم، ۱۳۹۵

### ترجمه‌ها
- تأملات در فلسفه اولی، رنه دکارت، تهران: سازمان سمت، چاپ هفتم، ۱۳۸۷.
- نقد تفکر فلسفی غرب، اتین ژیلسون، تهران: سازمان سمت، چاپ سوم، ۱۳۸۷.
- تأسیس مابعدالطبیعه اخلاق، امانوئل کانت،